# Трубный посёлок (Липецк)
Тру́бный посёлок (посёлок Тру́бного заво́да) — поселение в Правобережном округе Липецка. Имеет проезжую часть, которая проходит вдоль юго-восточной стороны промзоны Трубного завода до Совхозной улицы.
Посёлок образован в конце 1940-х — начале 1950-х годов при строительстве Трубного завода, по которому и получил своё название. Застроен частными домами и временными жилыми строениями («времянками»).
На некоторых новых картах города Трубный посёлок неверно изображён как часть Трубной улицы: она находится в 200 метрах от посёлка уже в районе Опытной станции.
Протяженность посёлка составляет 420 метров.

## Транспорт
- авт. 1, 2, 3, 6, 9т, 11, 12, 17, 24, 35, 36, 37, 119, 317, 323, 324, 347, 378 ост.: «Железнодорожный вокзал»; авт. 11, 321, 323, 332, 379 ост.: «Администрация Липецкого района».